# Jean Plaquevent
L'abbé Jean Plaquevent (Beuzeville, 30 août 1901 - Toulouse, 1er avril 1965,) a été l'un des animateurs de la vie intellectuelle catholique entre les deux guerres mondiales. Il fut notamment à l'origine de la fondation des éditions du Seuil et de la création de plusieurs institutions novatrices destinées à la jeunesse.   

## Jeunesse et Formation

### Enfance
Jean Plaquevent est né à Beuzeville en Normandie de parents petits commerçants très catholiques. Son père Alfred Plaquevent est charcutier, sa mère, Marguerite, est la fille d'un couvreur formé par les Compagnons du Tour de France. Sur les conseils d'un médecin, la famille quitte la Normandie pour s'installer à Paris. Alfred y concilie ses activités de commissionnaire aux Halles avec un engagement actif dans le Sillon, mouvement chrétien et démocrate créé par Marc Sangnier. Jean est l'aîné de cinq enfants et ses parents paraissent très tôt convaincus qu'il est destiné à la vie religieuse. 

### Études
Il est admis à quatorze ans au petit séminaire d'Évreux où il est remarqué pour ses aptitudes, en particulier dans les disciplines littéraires. Il est reçu en 1919 à la première partie de son baccalauréat. L'année suivante il entreprend à la fois de passer en deuxième année du grand séminaire et d'obtenir un baccalauréat de philosophie. Mais épuisé, il renonce avant les examens. 
En 1921, après avoir obtenu une bourse du diocèse, il entre au séminaire d'Issy-les-Moulineaux, tenu par la Compagnie de Saint-Sulpice, héritière de l'École française de spiritualité. Sa vocation sacerdotale se renforce au contact de cette solide culture classique. Sa scolarité est cependant interrompue par une tuberculose qui l'oblige à séjourner en sanatorium à Cambo-les-Bains. 
Après plusieurs rechutes et beaucoup d'opiniâtreté, il finit par obtenir l'ordination en 1929. Du fait de cette formation qu'il considère lui-même « chaotique », il se sent un autodidacte sur bien des points et cet état d'esprit semble avoir influencé sa pratique de la direction spirituelle, tout comme son rapport à la hiérarchie. Son charisme et les nombreux contacts qu'il a établis en font un des principaux animateurs du débat intellectuel catholique au début des années trente, où il se donne comme mission, en s'entourant de quelques disciples, de « refaire une nation chrétienne et française ».

## Un intellectuel catholique influent

### La revue Essor
Dès 1924, le jeune Plaquevent avait eu l'idée d'une revue engagée et ambitieuse : «l'Essor, revue catholique de la vie totale». Il obtient d'ailleurs le soutien de personnalités telles que Maurice Pujo, l'abbé Henri Brémond et Jacques Maritain. L'Essor n'aura pas la diffusion espérée, mais le religieux va rallier à son activisme d'autres jeunes intellectuels catholiques.

### La Société de Saint-Louis
L'abbé Plaquevent n'a cessé d'entretenir le contact avec ses disciples à Paris, inspirant des jeunes gens en quête d'absolu et de réforme de la société. Un d'entre eux, Eugène Primard a fondé, au début des années trente, la «Société des Chevaliers de Saint-Louis» qui tend à rassembler des jeunes hommes animés d'un idéal catholique dans la vie laïque.  Ces chevaliers «s'orienteront de préférence vers des professions capables d'influer profondément sur l'esprit public du pays : finances, magistrature, armée, publicisme, théâtre, cinéma, édition, etc.». La cité agricole du Rotoir, créée en 1934 dans l'Essonne est la première réalisation, suivie de trois autres fermes jusqu'en 1938. À Saint-Sulpice-de-Favières, à quelques kilomètres du Rotoir est ouverte une «Maison des gens de Saint-Louis», surnommée «Les Ronces ». Ce lieu de formation intellectuelle, animé par Paul Flamand est inauguré le 26 mai 1935, en présence de plus de 120 personnes. Néanmoins les hautes exigences du groupe découragent bien des candidats et des désaccords se font jour. Paul Flamand se tourne progressivement vers d'autres objectifs, tels qu'une petite maison d'édition, Le Seuil, que l'abbé Plaquevent vient de créer. 
La démarche spirituelle communautaire ancrée dans cette région d'Île-de-France, laissera une empreinte profonde sur les anciens disciples de Jean Plaquevent. Après la Seconde Guerre mondiale, Paul Flamand et Jean Bardet, les deux fondateurs des éditions du Seuil, vont acquérir chacun une maison dans la vallée de la Renarde, à proximité de Saint-Sulpice-de-Favières, l'un à Saint-Chéron, l'autre à Villeconin. Yves Sjöberg, historien d'art et frère d'Henri Sjöberg, leur prédécesseur dans l'entreprise d'édition, écrira un livre dédié l'église de Saint-Sulpice-de-Favières, «la plus belle église de village de France».

### Les éditions du Seuil
Le 23 février 1935 sont créées les éditions du Seuil à l'instigation de Jean Plaquevent et sous son autorité morale grâce à des moyens financiers fournis par son disciple Henri Sjöberg, alors actif dans une imprimerie avant de travailler dans une agence publicitaire. Cette maison d'édition est alors située au 23 rue du Parc Montsouris (14e arrondissement de Paris), au domicile d'Henri et Jeanne Sjöberg. C'est Plaquevent qui en choisit le nom pour sa signification spirituelle « le seuil tout neuf que nous refaisons à la porte de l'église pour permettre à beaucoup d'entrer ». 
Lorsque Jean Bardet et Paul Flamand, deux autres disciples de l'abbé Plaquevent, reprennent la petite maison d'édition - qui devient en 1937 la propriété de Jean Bardet –, ils en installent le siège au 1 rue des Poitevins dans le 6e arrondissement de Paris,,.

## Un innovateur pédagogique

### Aumônier à Pau
L'abbé Plaquevent s'installe à Pau en 1927, accueilli par les sœurs de la Congrégation du Bon Pasteur, depuis peu sous la direction de la mère supérieure Eugénie Bourgeot. Il sera officiellement nommé aumônier deux ans plus tard. Parallèlement, il est aumônier des Guides de France de la ville.  
De concert avec mère Eugénie, il s'efforce de réformer Le Bon Pasteur, institution destinée à la « préservation et à la rééducation des jeunes filles mineures en danger moral ». Ils estiment en effet que ni l'architecture conventuelle, ni les conditions sanitaires ne sont adaptées à ces jeunes filles parfois entrées dès l'âge de 12 ans et gardées jusqu'à leur majorité (21 ans). Il fait observer que « la plupart de ces jeunes filles sont moins coupables que victimes du milieu et des conditions dans lesquelles s'est écoulée leur enfance ». Leur action est finalement désavouée par la Supérieure Générale de la Congrégation et l'abbé Plaquevent quitte Pau en 1939.

### L'Association Essor pour l'enfance
Dans le cadre de son action pour une société «plus chrétienne» l'abbé Plaquevent a un grand souci de l'enfance malheureuse, il fonde donc une association qui leur est dédiée. « Le nom Essor n’a pas été décidé par hasard : il exprime le parti pris fondamental de donner à chaque enfant son meilleur départ dans la vie ». Fort de ce principe, le 2 août 1939, il loue avec promesse de vente une vaste propriété avec un château à Saint-Ignan (Haute-Garonne). L'ancienne supérieure du Bon Pasteur de Pau s’y installe avec une vingtaine d'enfants. En raison de la guerre, l'établissement reçoit ensuite « le plus grand nombre possible d'enfants évacués de la région de Paris ». 
Ce premier établissement sera pour lui une maison mère au sein de laquelle il ira se ressourcer. Il fondera par la suite d'autres institutions de ce genre. Il a semblé attaché à l'utilisation de châteaux pour la réalisation de son œuvre car il charge l'un de ses éducateurs de « visiter des châteaux susceptibles de convenir à ses projets ». Ainsi, dans cette logique, retrouve-t-on après Saint-Ignan, Monferran-Savès (Gers), le domaine de La Forêt à Chateauvert (Var) et Santeny (Seine-et-Oise) ,. Aujourd'hui cette association est implantée dans dix départements, gestionnaire de trente-trois établissements et services, employant neuf cents salariés.

### L'école Saint-Simon à Toulouse

#### Création pendant la Seconde Guerre mondiale
Pour le Maréchal Pétain « le redressement intellectuel et moral de la jeunesse » fait partie de la « Révolution nationale ». Vu que des milliers de jeunes de la classe 40 sont démobilisés et livrés à eux-mêmes, que le chômage sévit, que des familles de prisonniers sont dans des situations de précarisation, en octobre 1940, la direction de la Famille du ministère de l'Intérieur sollicite son aide. C'est ainsi que début 1941 un plan est appliqué à Toulouse.
Grâce aux possibilités offertes par le régime de Vichy, il ouvre à Toulouse, le 15 octobre 1942 une école de cadres et le 9 janvier 1943 un établissement d'enfants associé à cette école. Il s'appuie dans ce projet sur Bernard Durey et Philippe de Monès, animateurs issus du scoutisme.
Il présente ainsi les qualités requises pour être candidat à la fonction éducative « Amour authentique de l'enfant inéduqué ou déficient, une adaptation facile à la vie en collectivité, l'amour de l'ordre et de la propreté, un bon équilibre nerveux, une grande maturité, une riche expérience de la vie et une haute moralité, la vocation et enfin des aptitudes manuelles (…) il est essentiel que les postulants aient eu une enfance heureuse, qu'ils aient grandi entourés d'amour, afin de pouvoir en donner aux enfants dont ils auront la charge ».  La morale chrétienne est au cœur des enseignements. La notation de l'élève est établie en tenant compte de valeurs telles que la bienveillance et l'esprit de service. Sa conception de l'éducateur relève d'un don de soi proche d'un sacerdoce. Il assure quasiment seul les cours, avec toutefois la participation du docteur Mathis.

#### Les controverses de l'après-guerre
Une particularité du projet Saint-Simon était d'associer au centre de formation, un centre d'observation. Cette conception heurtera des éducateurs stagiaires qui y percevront une forme de voyeurisme conçu sur le principe du « voir sans être vu » évoquant le panoptique de Bentham.
En février 1947, un des éducateurs est accusé de pédophilie. Il sera reproché à l'abbé Plaquevent  d'avoir minimisé les faits et maintenu l'enseignant dans son poste. Le Conseil d'administration de l'école, déjà agacé par ses attitudes de toute-puissance, lui reproche de ne pas en avoir référé et d'avoir ainsi géré seul ce problème. C'est à l'unanimité que le conseil votera sa démission. Il sera toutefois maintenu comme « conseiller technique », avant d'être remplacé par le docteur Chaurand . Ce jeune psychiatre, pendant la Seconde Guerre mondiale, a travaillé à l'hôpital de Saint-Alban-sur-Limagnole  avec les Docteurs Tosquelles et Bonnafé. Il abandonnera en grande partie les méthodes imaginées par l'abbé Plaquevent pour les remplacer par une approche laïque, plus inspirée de la psychanalyse.

#### L'institut Saint-Simon
L'école est devenue l'Institut Saint-Simon  qui est un pôle régional de formation professionnelle sous tutelle de l'Association Régionale pour la Sauvegarde de l'Enfant, de l'Adolescent et de l'Adulte : l'A.R.S.E.A.A. L'institut à aujourd'hui trois implantations : Toulouse, Albi-Rodez et Tarbes. 

## Œuvres
Il est l'auteur de plusieurs ouvrages pour la jeunesse, publiés par les éditions du Seuil,, dont :
- Clé du ciel, 1935
- Rondes, 1935, ouvrage collectif auquel il participe sous plusieurs autres noms (Jean Farvel, Jean Pire, Georges Elrède).
- L'imitation du petit Jésus, Éditions O.gé.O, illustrations Henriette Lainé, 1931. Rééd. Éditions du Seuil, illustrations Georges Beuville, 1943. Rééd. Éditions du Seuil, illustrations Élisabeth Ivanovsky, 1954.
- Misère sans nom, 1955, qui est un manuel de pédagogie pour les jeunes en difficulté.

ainsi que d'une monographie consacrée au sillonniste Léonard Constant (1880-1923) parue au Seuil en 1937.